# Rosemary Sutcliff
Rosemary Sutcliff, född 14 december 1920 i East Clandon i Surrey, död 23 juli 1992 i Chichester i West Sussex, var en brittisk romanförfattare, mest känd för sina historiska romaner. Hon är primärt en författare av ungdomslitteratur men kvaliteten och djupet i hennes författande appellerar också till vuxna.
Sutcliff föddes i Surrey i södra England, och tillbringade sina första år på Malta och på andra flottbaser där hennes far var stationerad som sjöofficer. Hon fick diagnosen Stills sjukdom som ung och tillbringade stora delar av sitt liv i rullstol. På grund av sin kroniska sjukdom, tillbringade hon mycket av sin tid med sin mor, från vilken hon hörde många av de keltiska och saxiska legendersom hon senare kom att utveckla i sina historiska romaner. Hennes tidiga skolgång blev ständigt avbruten genom att familjen flyttade och genom hennes sjukdoms utveckling. Sutcliff lärde sig inte läsa förrän vid nio års ålder, och lämnade skolan vid fjorton års ålder för att börja vid Bideford konstskola, där hon gick i tre år. Därefter arbetade hon som målare av miniatyrporträtt.
Sutcliff påbörjade sin karriär som författare 1950 med The Chronicles of Robin Hood. 1959 fick hon ta emot Carnegie Medal för The Lantern Bearers. Hennes roman The Mark of the Horse Lord vann det första Phoenix Award 1985.
Sutcliff bodde i Walberton nära Arundel i Sussex i många år. Hon gifte sig aldrig.

### Eagle of the Ninthserien
- The Eagle of the Ninth (1954) illustrerad av C. Walter Hodges, på svenska Nionde legionens örn (1993)
- The Silver Branch (1957) illustrerad av Charles Keeping
- The Lantern Bearers (1959) illustrerad av Charles Keeping, på svenska Lyktbärarna (1961)
- Frontier Wolf (1980)
- Sword at Sunset (1963).
- Dawn Wind (1961) illustrerad av Charles Keeping, på svenska Morgonvind (1993)
- Three Legions (1980) utgåva som innehåller de tre första böckerna.

### Romanerna om Arthur
- The Sword and the Circle (1979)
- The Light Beyond the Forest (1979)
- The Road to Camlann (1981)

### Andra ungdomsromaner
- Chronicles of Robin Hood (1950), på svenska Robin Hood i Sherwoodskogen (1959), senare översättning Robin Hood (2011)
- The Queen Elizabeth Story (1950) illustrerad av C. Walter Hodges
- The Armourer's House (1951)
- Brother Dustyfeet (1952)
- Simon (1953) illustrerad av C. Walter Hodges
- Outcast (1955) illustrerad av Richard Kennedy, på svenska Den ensamme romaren (1958)
- The Shield Ring (1956)
- Lady in Waiting (1957)
- Warrior Scarlet (1958) illustrerad av Charles Keeping, på svenska Den röda väven (1995)
- Rider of the White Horse (1959)
- Knight's Fee (1960) illustrerad av Charles Keeping
- Bridge Builders (1960)
- Beowulf: Dragonslayer (1961) illustrerad av Charles Keeping; återberättar det fornengelska episka poemet Beowulf
- Beowulf (1961)
- The Hound of Ulster (1963) illustrerad av Victor Ambrus; återberättar historien om den irländska hjälten Cúchulainn
- The Mark of the Horse Lord (1965) illustrerad av Charles Keeping
- The Flowers of Adonis (1965)
- A Saxon Settler (1965)
- The Chief's Daughter (1967)
- The High Deeds of Finn MacCool (1967)
- A Circlet of Oak Leaves (1968)
- The Witch's Brat (1970)
- Tristan and Iseult (1971)
- The Truce of the Games (1971)
- Heather, Oak, and Olive Innehåller tre dramatiska berättelser: "The Chief"s Daughter," "A Circlet of Oak Leaves," och "A Crown of Wild Olive" (tidigare publicerad som "The Truce of the Games") (1972)
- The Capricorn Bracelet (1973) illustrerad av Charles Keeping
- The Changeling (1974) illustrerad av Victor Ambrus
- We Lived in Drumfyvie (1975) tillsammans med Margaret Lyford-Pike
- Blood Feud (1976) illustrerad av Charles Keeping, på svenska Blodsfejd (1994)
- Sun Horse, Moon Horse (1977)
- Shifting Sands (1977)
- Song for a Dark Queen (1978); återberättar legenden om den keltiska drottningen Boudicca
- Eagle's Egg (1981)
- Bonnie Dundee (1983)
- Flame-colored Taffeta (1986)
- The Roundabout Horse (1986)
- A Little Dog Like You (1987) illustrerad av Victor Ambrus
- The Best of Rosemary Sutcliff - Warrior Scarlet, The Mark of the Horse Lord och Knight's Fee, i en volym. (1987)
- The Shining Company (1990); återberättar händelserna som beskrivs i det keltiska poemet Y Gododdin
- The Minstrel and the Dragon Pup (1993) illustrerad av Emma Chichester Clark. Har också gått som serie i Cricket Magazine.
- Black Ships Before Troy (1993) illustrerad av Alan Lee; återberättar Iliaden. Har även gått som serie i Cricket Magazine. På svenska Svarta skepp mot Troja (1997)
- Chess-dream in the Garden (1993)
- The Wanderings of Odysseus (1995), på svenska Odysseus irrfärder (1995)
- Sword Song (1997) publicerad postumt

### Fackböcker
- Rudyard Kipling (1960) en monografi
- Heroes and History (1966) illustrerad av Charles Keeping
- Blue Remembered Hills (1983), en självbiografi

### Romaner för vuxna
- Sword at Sunset (1963)
- The Flowers of Adonis (1969)
- Blood and Sand (1987)

## Priser och utmärkelser
- Carnegie Medal 1959 för The Lantern Bearers